# Partenope (Händel)

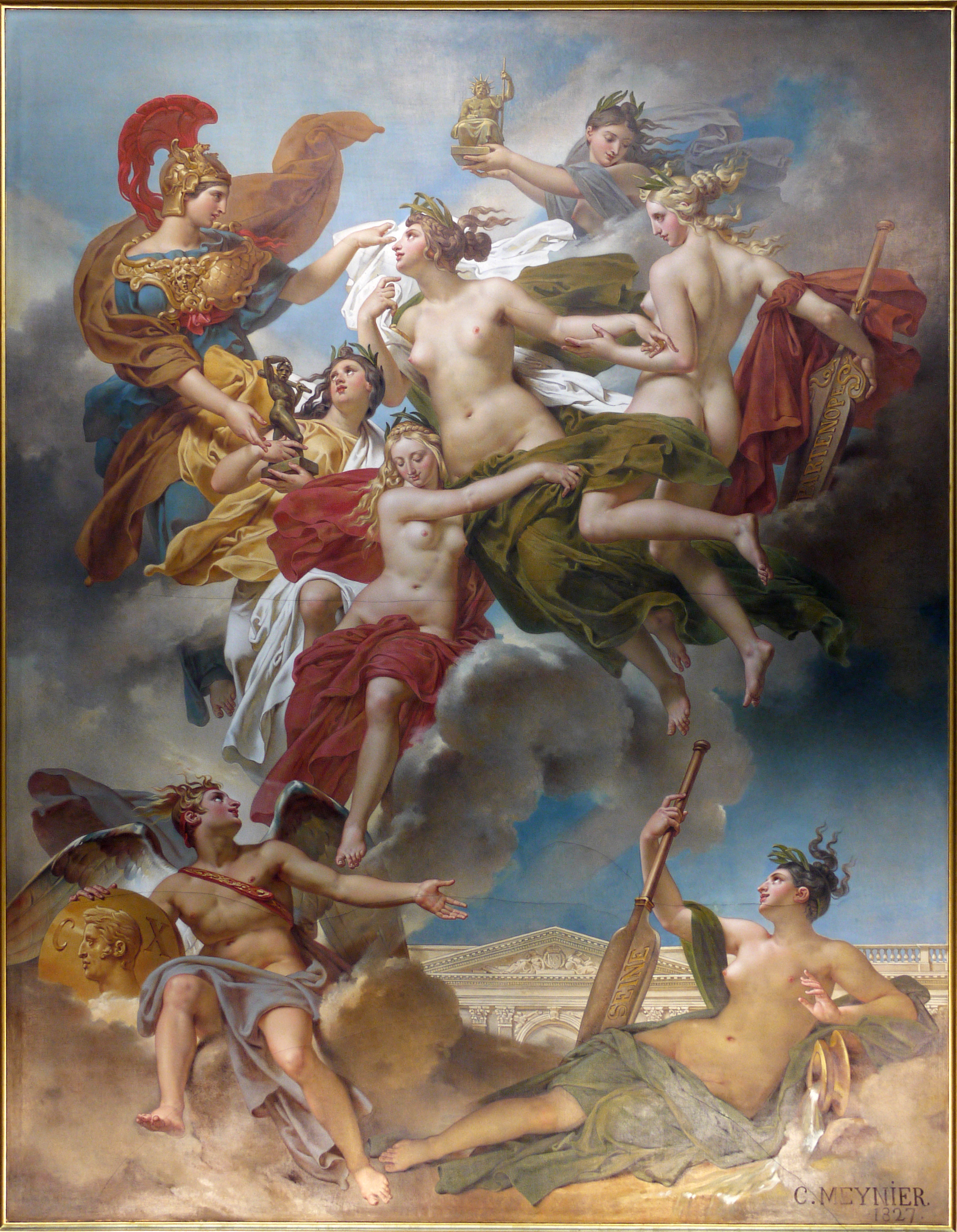
Partenope e le Ninfe

Partenope ("Parthenope", HWV 27) è un'opera di Georg Friedrich Händel, eseguita per la prima volta al King's Theatre di Londra il 24 febbraio 1730. Sebbene segua la struttura e la forma dell'opera seria, il lavoro è umoristico nei personaggi e leggero nella musica, con una trama che prevede complicazioni romantiche e scambi di generi. Fu un successo con il pubblico all'epoca della produzione originale, ma non fu più eseguita per molti anni; oggi Partenope viene spesso proposta nei teatri d'opera di tutto il mondo.

## Storia della composizione
L'opera, in tre atti, è basata su un libretto italiano, tratto da uno precedente, scritto in origine nel 1699 da Silvio Stampiglia. Il libretto di Stampiglia era stato rimaneggiato in precedenza da molti, fra i quali anche Caldara che Händel potrebbe aver conosciuto a Venezia verso il 1710.
È la prima opera comica di Händel (o, piuttosto, non seria) dopo l'esperienza molto precedente di Agrippina e rompe la tradizione con la più consueta opera seria, un tipo di lavoro per il quale il compositore era conosciuto a Londra. Egli inizialmente aveva proposto il libretto alla compagnia d'opera Royal Academy of Music nel 1726. che però aveva rifiutato il lavoro per la sua natura un po' troppo frivola, le poche arie estese ed i lunghi recitativi: le ultime obiezioni in realtà non erano molto giuste, perché se è vero che nell'opera ci sono relativamente pochi pezzi d'insieme, in compenso è piena di bellissime arie. Il direttore operistico Owen Swiney era convinto che il lavoro fosse poco commerciale; in una lettera del 1726 scrisse:
[Il libretto] è il peggior testo  che io abbia mai letto in tutta la mia vita (tranne un altro). Il signor Stampiglia [...] si sforza di essere sia divertente che spiritoso: se fosse riuscito nel suo intento in qualsiasi teatro in Italia, sarebbe stato semplicemente per una depravazione del gusto del pubblico; perché sono assolutamente sicuro che sarà ricevuto con disprezzo in Inghilterra
L'opera fu presentata nel corso della stagione 1730 al King's Theatre, quando Handel stava lavorando in collaborazione con il regista John James Heidegger. La partitura fu completata da Handel appena due settimane prima del debutto.

## Storia delle esecuzioni

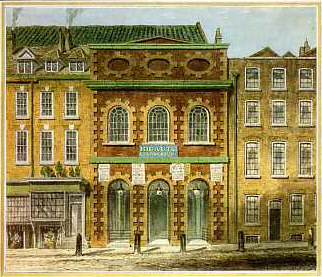
The King's Theatre, Londra

Partenope ebbe sette repliche al suo debutto nel febbraio 1730. Händel vide l'opera eseguita altre sette volte nel dicembre dello stesso anno e la riprese nuovamente nel 1737, come prova della popolarità del lavoro. Poi, come per tutte le opere di Händel e in generale per tutte le opere Barocche, passarono più o meno duecento anni prima che il lavoro venisse di nuovo rappresentato nella sua interezza.
Nel 1964 fu eseguita al Ledlanet Nights Festival, Scozia. La prima negli U.S.A. ha avuto luogo nel 1988 all'Opera di Omaha. Nel 1998 fu eseguita in Italiano alla Glimmerglass Opera e la stessa produzione fu ripresa più tardi quell'anno alla New York City Opera. Nel 2008 una produzione diretta da Alessandro Talevi e coordinata da Madeleine Boyd con Kate Manley come protagonista fu messa in scena dal Les Azuriales Opera Festival nella Villa Ephrussi de Rothschild il del 23 agosto 2008.
Una produzione di Christopher Alden in inglese, intitolata Parthenope, fu messa in scena nel 2008 (prima esecuzione del 9 ottobre 2008), con Rosemary Joshua nel ruolo principale, dall'English National Opera, in una coproduzione con Opera Australia. Il libretto è stato tradotto da Amanda Holden. La produzione fu ambientata in un'atmosfera stile anni venti, ispirata dalle immagini surreali di Man Ray. Nel 2008 l'opera fu presentata dalla Royal Danish Opera; questa produzione fu registrata ed è disponibile in DVD. Anche una versione in forma di concerto di questa produzione fu eseguita a The Proms il 19 luglio 2009. Una produzione di Pierre Audi si è stata eseguita al Theater an der Wien, Vienna, nel 2009
ed una produzione moderna di Francisco Negrin fu messa in scena dalla New York City Opera nell'aprile 2010. La produzione di Christopher Alden, già vista a Londra ed in Australia, debuttò al San Francisco Opera nell'ottobre del 2014.

## Ruoli

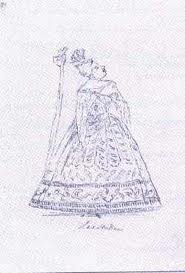
Caricatura di Anna Maria Strada, prima interprete del personaggio di Partenope

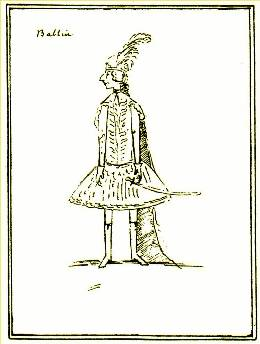
Caricatura contemporanea di Annibale Pio Fabri ("Balino"), primo interprete del ruolo di Emilio

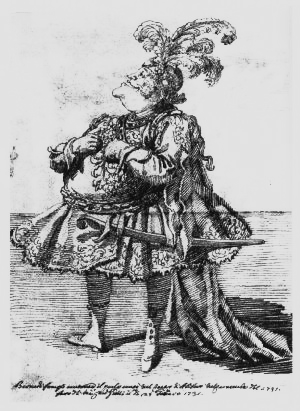
Caricatura di Antonio Bernacchi (1731), primo interprete del ruolo di Arsace

| Ruolo                                  | Tipo voce          | Cast della prima, 24 febbraio 1730 (Direttore) |
| -------------------------------------- | ------------------ | ---------------------------------------------- |
| Partenope, Regina di Napoli            | soprano            | Anna Maria Strada del Pò                       |
| Arsace, Principe di Corinto            | contralto castrato | Antonio Bernacchi                              |
| Armindo, Principe di Rodi              | contralto          | Francesca Bertolli                             |
| Emilio, Principe di Cuma               | tenore             | Annibale Pio Fabri                             |
| Rosmira/Eurimene, innamorata di Arsace | contralto          | Antonia Merighi                                |
| Ormonte                                | basso              | Johann Gottfried Reimschneider                 |

## Trama
Scena: Napoli, nell'antichità

### Atto 1
Nella prima scena vediamo la regina Partenope, fondatrice di Napoli, nella sua sala del trono ornata da una statua di Apollo, intrattenere i suoi ospiti, tra i quali il principe Arsace di Corinto, bello e focoso, pretendente alla sua mano e, piuttosto timido ed impacciato, il principe Armindo di Rodi, anch'egli innamorato di Partenope, ma incapace di dirglielo. Arriva un nuovo ospite e presenta "se stesso", come il principe Eurimene, ma "lui" è in realtà la principessa Rosmira sotto mentite spoglie, precedente fidanzata di Arsace che lui ha lasciato quando ha deciso di provare a conquistare la mano della regina Partenope e che lo ha rintracciato a Napoli. Arsace è sbalordito dalla somiglianza del nuovo arrivato "Eurimene" con la sua ex-fidanzata Rosmira e l'affronta quando sono soli. Rosmira ammette di essere lei e lo rimprovera per la sua incostanza. Arsace sostiene che lui l'ama ancora, al che Rosmira risponde che se è così si può provarlo con la promessa di non rivelare il suo nome o che lei è una donna. Arsace giura solennemente di farlo.
"Eurimene" / Rosmira ha anche una conversazione con il triste Armindo e scopre che lui ama veramente Partenope per se stessa e non tanto per la sua posizione o il denaro. Armindo non ha il coraggio di rivelare a Partenope che l'ama, perché pensa che lei preferisca Arsace. Partenope stessa ha anche notato che Armindo è triste e vuole sapere che problema ha. Egli allora confessa il suo amore per lei, al che lei risponde che è impegnata con Arsace. Sentendo questo, Rosmira entra nel suo travestimento come "Eurimene" e dice che anche "lui" l'ama, sperando di tenere lontana Partenope da Arsace, ma sconvolgendo Armindo nel far questo.
Arriva ancora un altro pretendente alla mano di Partenope, il principe Emilio del regno confinante di Cuma. Ha portato il suo esercito con lui e le chiede se accetta di sposarlo. Lei rifiuta e lui la minaccia di farle guerra, al che lei risponde che non si farà intimidire. Dice che andrà in battaglia e combatterà lei stessa e chiede ad Arsace di guidare le sue truppe, il che rende gli altri pretendenti gelosi.
Solo con "Eurimene", Armindo si sente molto giù per il fatto che "Eurimene" è suo rivale, ma "Eurimene" gli assicura che non è davvero il caso.

### Atto 2
Il secondo atto si apre con una rappresentazione sul palco della battaglia tra Partenope e le forze di Emilio. Partenope è in definitiva vittoriosa ed Emilio viene imprigionato, ma non senza l'intervento di Armindo che l'ha salvata da una situazione pericolosa e salvato quindi la sua vita. Anche Rosmira, nella sua identità di "Eurimene", ha combattuto nella battaglia e con orgoglio afferma che "lui" ha catturato Emilio. Arsace nega, attribuendosi tutto il merito di questo: sentito questo "Eurimene" sfida Arsace a duello.
Armindo dice ancora una volta a Partenope quanto l'ama. Lei questa volta è più incoraggiante con lui, ma non si impegna.
Arsace cerca di portare avanti le cose con Rosmira ma lei è molto sprezzante nei suoi confronti. Arsace è combattuto tra il desiderio per la regina Partenope e il suo vecchio amore Rosmira.

### Atto 3
Rosmira, ancora in incognito come "Eurimene", dice alla regina Partenope che "lui" ha sfidato Arsace a duello, perché "lui" è stato inviato dalla principessa Rosmira per vendicare il suo onore sull'uomo che aveva promesso di sposarla, ma l'ha lasciata all'altare. Partenope inorridita chiede ad Arsace se questo è vero e lui deve ammettere che è così. Partenope allora dichiara lei non avrà più nulla a che fare con lui; Armindo sta guardando a lei sempre di più come futuro marito.
Arsace sta avendo una notte insonne, sapendo che sarà chiamato a combattere "Eurimene" in duello il giorno successivo. Ma come può combattere un duello con la donna che ama? Rosmira viene da lui nelle sue stanze, sorvegliata da Partenope. Quando Arsace chiama il nome di Rosmira, Partenope si fa avanti accusandolo di infedeltà, e Rosmira/"Eurimene" fa lo stesso.
La mattina dopo, tutto si riuniscono per il duello tra Arsace e "Eurimene". Arsace è in un dilemma dato che ha solennemente giurato di non rivelare l'identità di Rosmira ma non ce la fa a battersi in duello con una ragazza. Improvvisamente colto da una ispirazione, dice che alla persona che è stata sfidata è consentito di decidere come sarà combattuto il duello ed esige che combattano togliendosi le camicie. "Eurimene" esita, ma tutti "gli" dicono che sì, è giusto così, Arsace può dire come sarà combattuto il duello e quindi che si vada avanti e si tolga la camicia. "Eurimene" non ha altra scelta che ammettere che "lui" è in realtà la principessa Rosmira e contrita accetta Arsace come marito. Partenope sposerà Armindo, che è felice ed Emilio prenderà le sue truppe e se tornerà a Cuma.

## Caratteristiche musicali
Molte delle arie di Partenope sono più corte rispetto alle opere precedenti di Händel. Il lavoro è anche insolito, nella produzione di Händel, in quanto contiene una scena di insieme, un quartetto comico, nel terzo atto. È anche degna di nota la scena della battaglia nel secondo atto, con passaggi orchestrali intervallati da recitativi e arioso.
L'opera è scritta per due flauti, due oboi, fagotto, tromba, due corni, archi e basso continuo (violoncello, liuto, clavicembalo).

## Registrazioni

### Registrazioni audio
| Anno | Cast Partenope, Arsace, Rosmira, Armindo, Emilio                                                   | Direttore, orchestra                  | Etichetta                                 |
| ---- | -------------------------------------------------------------------------------------------------- | ------------------------------------- | ----------------------------------------- |
| 1978 | Kristzina Laki, René Jacobs, Helga Müller Molinari, John York Skinner, Martyn Hill                 | Sigiswald Kuijken, La Petite Bande    | Deutsche Harmonia Mundi/EMI CDS 7 47913-8 |
| 2004 | Rosemary Joshua, Lawrence Zazzo, Hilary Summers, Stephen Wallace, Kurt Streit                      | Christian Curnyn, Early Opera Company | Chandos CHAN 0719                         |
| 2015 | Karina Gauvin, Philippe Jaroussky, Teresa Iervolino, Emőke Baráth, John Mark Ainsley, Luca Tittoto | Riccardo Minasi, Il pomo d'oro        | Warner Classics, Erato Records            |

### Registrazioni video
| Anno | Cast Partenope, Arsace, Rosmira, Armindo, Emilio                                    | Conductor, Orchestra                      | Produttore       | Etichetta                                    |
| ---- | ----------------------------------------------------------------------------------- | ----------------------------------------- | ---------------- | -------------------------------------------- |
| 2008 | Inger Dam-Jensen, Andreas Scholl, Tuva Semmingsen, Christophe Dumaux, Palle Knudsen | Lars Ulrik Mortensen, Concerto Copenaghen | Francisco Negrin | Decca 0440 074 3348, Blu-ray 0440 074 3347 8 |